# Linia (gemeente)
De gemeente Linia is een landgemeente in het Poolse woiwodschap Pommeren, in powiat Wejherowski.
De gemeente bestaat uit 13 administratieve plaatsen solectwo: Kętrzyno, Kobylasz-Potęgowo, Lewinko, Lewino, Linia, Miłoszewo, Niepoczołowice, Osiek, Pobłocie, Smażyno, Strzepcz, Tłuczewo, Zakrzewo
De zetel van de gemeente is in Linia.
Op 30 juni 2004 telde de gemeente 5711 inwoners.

## Oppervlakte gegevens
In 2002 bedroeg de totale oppervlakte van gemeente Linia 119,82 km², waarvan:
- agrarisch gebied: 52%
- bossen: 37%

De gemeente beslaat 9,34% van de totale oppervlakte van de powiat.

## Demografie
Stand op 30 juni 2004:
| Omschrijving                   | Totaal | Totaal | Vrouwen | Vrouwen | Mannen | Mannen |
| ------------------------------ | ------ | ------ | ------- | ------- | ------ | ------ |
| eenheid                        | aantal | %      | aantal  | %       | aantal | %      |
| inwoners                       | 5711   | 100    | 2844    | 49,8    | 2867   | 50,2   |
| bevolkingsdichtheid (inw./km²) | 47,7   | 47,7   | 23,7    | 23,7    | 23,9   | 23,9   |

In 2002 bedroeg het gemiddelde inkomen per inwoner 1761,95 zł.

## Aangrenzende gemeenten
Cewice, Kartuzy, Luzino, Łęczyce, Sierakowice, Szemud